# AC Ancona
Az Associazione Calcio Ancona, rövidítve AC Ancona vagy simán Ancona egy olasz labdarúgóklub, mely jelenleg a harmadosztályban szerepel.

## Történelem
A csapat a második világháború előtt stabil másodosztályú csapat volt, ám a háború után nem igazán jöttek a sikerek és a csapat a harmadosztályba szorult. Egészen 1988-ig amikor újra feljebb léphettek a második ligába. 1990-ben a csapat akkori edzőjével Vincenzo Guerinivel az 5. helyet szerezték meg (az első 4 helyzet jut fel az A ligába). Két év múlva viszont a 3. hely megszerzésével sikerült az első osztályba való feljutás. Bár egy évre rá ismét kiestek, mivel a 17. helyen végeztek, mindenképpen nagy sikert aratott az Inter feletti 3–0-s győzelem.
A következő évben eljutottak az olasz kupa döntőjéig, ahol azonban a Sampdoria legyőzte őket. 1996-ban valamint 1998-ban ismét a harmadosztályba csúszott vissza a klub. 2000-ben feljutottak, majd 2003-ban ismét (a 4. hely megszerzésével) a Serie A-ba kerültek.
A következő évad az egyik legsikertelenebbre sikeredett, a csapat 25 vereséggel és 13 ponttal zárt. Ezután a klub csődbe ment és a negyedosztályba száműzték őket.
A pénzügyi válságból való kilábalást segítette a Vatikán és a 2007–2008-as szezonban a 2. helyen végeztek, majd a rájátszást is megnyerték így újra a B ligában játszhatott a klub.

## Jelenlegi keret
2009.augusztus 5-e szerint
| #  |         | Poszt | Név                    |
| -- | ------- | ----- | ---------------------- |
| 1  | brazil  | K     | Da Costa               |
| 2  | olasz   | V     | Federico Castracani    |
| 3  | uruguay | KP    | Juan Surraco           |
| 4  | olasz   | KP    | Edoardo Catinali       |
| 5  | angol   | V     | Kris Thackray          |
| 6  | olasz   | V     | Filippo Cristante      |
| 7  | olasz   | KP    | Pasquale Schiattarella |
| 9  | olasz   | CS    | Salvatore Mastronunzio |
| 10 | olasz   | KP    | Ivan Piccoli           |
| 11 | bolgár  | CS    | Vladislav Mirchev      |
| 12 | olasz   | K     | Filippo Lombardi       |
| 13 | olasz   | V     | Francesco Cosenza      |

| #  |          | Poszt | Név                                                 |
| -- | -------- | ----- | --------------------------------------------------- |
| 16 | argentin | V     | Luciano Zavagno                                     |
| 17 | olasz    | V     | Fabio Pisacane                                      |
| 19 | argentin | KP    | Matías Miramontes                                   |
| 20 | olasz    | KP    | Alberto Gerbo                                       |
| 21 | olasz    | KP    | Andrea De Falco                                     |
| 22 | olasz    | V     | Andrea Milani                                       |
| 23 | olasz    | K     | Massimo Schena                                      |
| 24 | olasz    | CS    | Matteo Piergallini                                  |
| 25 | olasz    | KP    | Cristiano Camillucci                                |
| 82 | olasz    | KP    | Maurizio Anastasi                                   |
| 90 | olasz    | V     | Nicola Santini                                      |
| 99 | olasz    | CS    | Federico Gerardi (kölcsönben az Udinese csapatától) |

## Ismertebb játékosok
- Daniel Andersson
- Massimo Agostini
- Dino Baggio
- Nicola Caccia
- Felice Centofanti
- Détári Lajos
- Zsengellér Gyula
- Maurizio Ganz
- Dario Hübner
- Mario Jardel
- Alessandro Melli
- Davide Micillo
- Mauro Milanese
- Alessandro Nista
- Goran Pandev
- Milan Rapaić
- Luigi Sartor